# Hello, Goodbye
Hello, Goodbye (englisch für: Hallo, auf Wiedersehen) ist ein Lied der britischen Band Beatles und wurde am 24. November 1967 als Single mit der B-Seite I Am the Walrus veröffentlicht, drei Tage später erschien es in den USA auch auf dem Album Magical Mystery Tour. Komponiert wurde es von John Lennon und Paul McCartney und unter der Autorenangabe Lennon/McCartney veröffentlicht.

## Geschichte

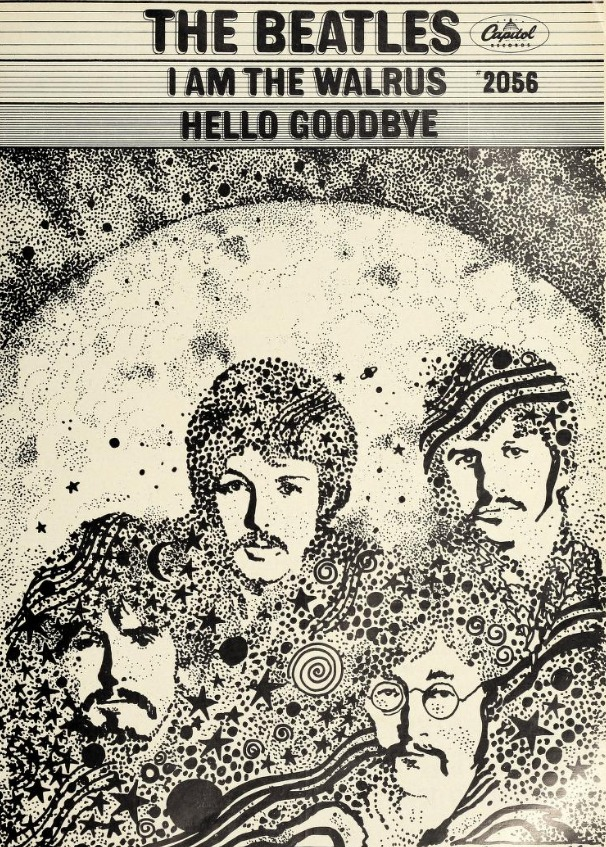
US-amerikanisches Werbebild für die Single Hello, Goodbye / I Am The Walrus

Das Lied entstand im Esszimmer von Paul McCartney in der Londoner Cavendish Avenue ursprünglich aus einer Übung zwischen Alistair Taylor, dem damaligen Assistenten von Brian Epstein, und Paul McCartney.
Taylor und McCartney fanden den Text durch ein assoziatives Spiel, der eine sagte ein Wort und der andere sollte jeweils das gegenteilige Wort sagen. Taylor sagte dazu: „‚Schwarz‘, begann er. ‚Weiß‘, antwortete ich. ‚Ja‘. ‚Nein‘. ‚Gut‘. ‚Schlecht‘. ‚Hallo‘. ‚Auf Wiedersehen‘.“
McCartney sagte zum Lied: „Es ist nur ein Lied der Dualität, mit mir für das Positive. Sie verabschieden sich, ich sage Hallo. Sie sagen Halt, ich sage Gehen. Ich warb für die positive Seite der Dualität, und ich tue es bis heute.“
Obwohl Hello, Goodbye während der Aufnahmen zur Doppel-EP Magical Mystery Tour eingespielt wurde, ist es nicht auf dieser enthalten, sondern wurde die erste Singleveröffentlichung nach dem Tod von Brian Epstein.
John Lennon missfiel die Tatsache, dass seine Komposition I Am the Walrus nur als B-Seite der Single verwendet wurde. Er erachtete diese als besser, da er von Hello, Goodbye lediglich das Ende des Liedes mochte.
Hello, Goodbye wurde für den Abspann für den Film Magical Mystery Tour verwendet.

## Aufnahme
Hello, Goodbye wurde am 2. Oktober 1967 im Studio 2 der Londoner Abbey Road Studios mit dem Produzenten George Martin aufgenommen. Ken Scott war der Toningenieur der Aufnahmen. Der Arbeitstitel war zu diesem Zeitpunkt Hello Hello. Die Aufnahmen erfolgten in einer viereinhalbstündigen Session zwischen 22 und 2:30 Uhr.
Die Beatles nahmen 14 Takes auf und entschieden sich für Take 14 um weitere Overdubs am 19. (Studio 1) und 25. Oktober (Studio 2) einzuspielen. Am 2. November 1967 stellte Paul McCartney seine letzte Bassspur fertig, Geoff Emerick war hierbei der Toningenieur, George Martin der Produzent.
Die Monoabmischung erfolgte am 2. November, die Stereoabmischung erst am 6. November 1967.
Besetzung:
- John Lennon: Leadgitarre, Orgel, Hintergrundgesang
- Paul McCartney: Bass, Klavier, Bongos, Conga, Gesang
- George Harrison: Leadgitarre, Hintergrundgesang
- Ringo Starr: Schlagzeug, Tamburin, Maracas
- Kenneth Essex, Leo Birnbaum: Bratsche

## Veröffentlichungen
- In Großbritannien und Deutschland wurde die Single Hello, Goodbye / I Am the Walrus am 24. November 1967 und drei Tage später in den USA veröffentlicht.
- Am 27. November 1967 erschien in den USA Hello, Goodbye erstmals auf einer Langspielplatte, dem Kompilationsalbum Magical Mystery Tour. Das Album wurde am 16. September 1971 in Deutschland und am 19. November 1976 in Großbritannien veröffentlicht.
- Hello, Goodbye wurde für die Kompilationsalben 1967–1970 (1973), 20 Greatest Hits (1982) und 1 (2000) verwendet.
- Die Version von Hello, Goodbye, die am 2. und 19. Oktober in den Abbey Road Studios eingespielt wurde, erschien am 13. März 1996 auf dem Kompilationsalbum Anthology 2. Hierbei handelt es sich um eine frühere Version (Aufnahme-Take 16) mit weniger Overdubs; für das Album Magical Mystery Tour wurde Aufnahme-Take 22 verwendet.
- Am 6. November 2015 wurde das Album 1 zum zweiten Mal wiederveröffentlicht. Dabei sind bei einigen Liedern, die von Giles Martin und Sam Okell neu abgemischt wurden, deutlich hörbare Unterschiede zu vernehmen. Bei Hello, Goodbye wurde das Schlagzeug nun mittig gesetzt.[2][3]
- Am 10. November 2023 wurde das Kompilationsalbum 1967–1970 erneut wiederveröffentlicht, auf diesem befindet sich Hello, Goodbye in der von Giles Martin und Sam Okell 2015 neu abgemischten Version.
- Eine Liveversion von Hello, Goodbye erschien von Paul McCartney auf den Alben Back in the U.S. und Back in the World.

## Chartplatzierungen
| ChartsChartplatzierungen       | Höchstplatzierung | Wochen |
| ------------------------------ | ----------------- | ------ |
| Deutschland (GfK)              | 1 (14 Wo.)        | 14     |
| Österreich (Ö3)                | 2 (16 Wo.)        | 16     |
| Schweiz (IFPI)                 | 2 (6 Wo.)         | 6      |
| Vereinigte Staaten (Billboard) | 1 (11 Wo.)        | 11     |
| Vereinigtes Königreich (OCC)   | 1 (14 Wo.)        | 14     |

| ChartsJahrescharts (1968) | Platzierung |
| ------------------------- | ----------- |
| Deutschland (GfK)         | 18          |

## Auszeichnungen für Musikverkäufe
| Land/Region                  | Auszeichnungen für Musikverkäufe (Land/Region, Auszeichnung, Verkäufe) | Verkäufe  |
| ---------------------------- | ---------------------------------------------------------------------- | --------- |
| Vereinigte Staaten (RIAA)    | Gold                                                                   | 1.000.000 |
| Vereinigtes Königreich (BPI) | Silber                                                                 | 500.000   |
| Insgesamt                    | 1× Silber · 1× Gold ·                                                  | 1.500.000 |

## Musikvideo
Am 10. November 1967 drehten die Beatles im Saville Theatre in London drei Musikvideos für Hello, Goodbye. Paul McCartney war der Regisseur der drei Videos, er sagte Mitte der 1980er dazu: „Ich sagte: ‚Schau, können wir irgendwo ein Theater bekommen? Wie wäre es mit Brian's? Ist es jemals für ein oder zwei Minuten leer? Ein Nachmittag? Klar, großartig.‘ Also gingen wir da runter, holten ein paar Mädchen in hawaiianischen Röcken, zogen unsere Sgt.-Pepper-Outfits an und ich rannte einfach raus: ‚Mach eine Aufnahme davon! Tun Sie dies jetzt für eine Weile!‘“
Im ersten Video trugen die Beatles ihre Sgt.-Pepper-Kostüme, um vor einer psychedelischen Kulisse aufzutreten. Eine eingeblendete kurze Szene zeigt die Gruppe in ihren kragenlosen Anzügen von 1963, und sechs leicht bekleidete Tänzerinnen zogen „Hawaiiröcke“ für das sogenannte „Maori-Finale“ an. Dieses Finale wurde auch im Abspann des Films Magical Mystery Tour verwendet.
Der zweite Film war auch eine Performance des Liedes, wobei die Beatles hier ihre alltägliche Kleidung trugen. In dieser Version spielt Ringo Starr eine Basstrommel, die das bekannte Beatles-Logo hat, während sie in der ersten Version fehlte.
Das dritte Video besteht aus Outtakes der ersten beiden sowie Filmmaterial von John Lennon, wie er Twist tanzt.
Version eins wurde am 26. November 1967 in der Ed Sullivan Show und am folgenden Abend in The Hollywood Palace bei ABC gezeigt. In Großbritannien durften die Videos damals nicht gezeigt werden wegen des Verbots der Musikergewerkschaft, Fernsehauftritte nachzuahmen.

## Sonstiges
- Auf dem Kompilationsalbum Magical Mystery Tour wird der Titel ohne das Komma geschrieben (Hello Goodbye).[6]

## Coverversionen
Es wurden über 100 Coverversionen von Hello, Goodbye veröffentlicht.
Folgend eine kleine Auswahl:
- Peter Hofmann – Your Songs[8]
- The Cure & James McCartney – The Art of McCartney[9]
- Ash – Little Infinity[10]
- Im Jahr 2003 erschien eine Coverversion des Liedes von Massive Inc. feat. Raffaela, die in der Fernsehwerbung von E-Plus verwendet wurde.